# Jeremy Reed
Pour les articles homonymes, voir Reed.
Jeremy Thomas Reed (né le 15 juin 1981 à San Dimas, Californie, États-Unis) est un joueur de champ extérieur de baseball qui évolue dans les Ligues majeures de 2004 à 2011.

## Carrière
Joueur à l'Université d'État de Californie à Long Beach, Jeremy Reed est un choix de deuxième ronde des White Sox de Chicago en 2002.
Le 27 juin 2004, alors que Reed évolue en ligues mineures, les White Sox l'échangent en compagnie du receveur Miguel Olivo et de Michael Morse aux Mariners de Seattle pour acquérir le lanceur droitier Freddy Garcia et le receveur Ben Davis. Reed fait ses débuts dans le baseball majeur avec les Mariners le 8 septembre 2004. Il réussit son premier coup sûr au plus haut niveau le 10 septembre face au lanceur Curt Leskanic des Red Sox de Boston et fait bien en fin d'année avec Seattle, pour qui il frappe dans une moyenne au bâton de ,397, 23 coups sûrs, cinq points produits, 11 points marqués et trois buts volés en 18 parties.
Il dispute une saison recrue de 141 matchs joués pour les Mariners en 2005 et maintient une moyenne au bâton de ,254 avec des sommets personnels de 124 coups sûrs, 33 doubles, 45 points produits, 61 points marqués et 12 buts volés. Il claque trois circuits. Son premier dans les majeures est réussi contre Steve Reed des Orioles de Baltimore le 26 mai.
Reed frappe six circuits, son plus haut total en une année, en 2006, mais ne produit que 17 points en 67 parties en plus d'afficher une faible moyenne offensive de ,217. Sa saison prend fin le 2 juillet après s'être cassé un pouce.
En 2007, il passe presque toute la saison dans les mineures chez les Rainiers de Tacoma de la Ligue de la côte du Pacifique. Il ne dispute que 13 parties pour les Mariners cette année-là.
En 2008, Reed est à son poste dans 97 partie des Mariners et il frappe pour ,269 avec 31 points produits. Considéré un temps comme le voltigeur de centre d'avenir des Mariners, Reed s'avère une déception et ce sera sa dernière saison à Seattle. Le 11 décembre 2008, il est l'un des nombreux joueurs impliqués dans une transaction à trois clubs entre Seattle, les Mets de New York et les Indians de Cleveland. Il passe alors aux Mets, pour qui il s'aligne une seule saison, en 2009.
Devenu agent libre, Jeremy Reed rejoint les Blue Jays de Toronto mais ne joue que 14 parties en 2010. Après seulement sept matchs joués chez les Brewers de Milwaukee en 2011, il est échangé aux Twins du Minnesota, qui le cèdent aux ligues mineures. Il redevient agent libre à l'automne sans avoir joué pour les Twins.